# Sangha-Peulh
Pour les articles homonymes, voir Sangha et Sanga.
Ne doit pas être confondu avec Sangha (Burkina Faso) ou Sangha-Yarcé.
Sangha-Peulh ou Sanga-Peulh est un village du département et la commune rurale de Sangha (ou Sanga), situé dans la province du Koulpélogo et la région du Centre-Est au Burkina Faso.

## Géographie

### Démographie
| 2006 | 2019 |
| ---- | ---- |
| 194  | -    |

## Administration
Le village est rattaché, avec Sangha-Yarcé, à la commune de Sangha (ou Sanga).